# Kanton Cormeilles-en-Parisis
Kanton Cormeilles-en-Parisis is een voormalig kanton van het Franse departement Val-d'Oise. Het kanton Cormeilles-en-Parisis maakte deel uit van het arrondissement Argenteuil en telde 36 826 inwoners (1999).

## Geschiedenis
Het kanton werd opgeheven bij decreet van 17 februari 2014 met uitwerking in maart 2015. De gemeente Cormeilles-en-Parisis werd opgenomen in het kanton Franconville en Montigny-lès-Cormeilles in het kanton Herblay, waarvan de naam in februari 2021 werd veranderd naar Herblay-sur-Seine.

## Gemeenten
Het kanton Cormeilles-en-Parisis omvatte de volgende gemeenten:
- Cormeilles-en-Parisis : 19 643 inwoners (hoofdplaats)
- Montigny-lès-Cormeilles : 17 183 inwoners